# Philodryas agassizii
Philodryas agassizii är en ormart som beskrevs av Jan 1863. Philodryas agassizii ingår i släktet Philodryas och familjen snokar. Inga underarter finns listade i Catalogue of Life.
Denna orm förekommer i södra Brasilien (från delstaten Bahia söderut), i Paraguay, i Uruguay och i nordöstra Argentina. Honor lägger ägg.